# Gabriele Schulze

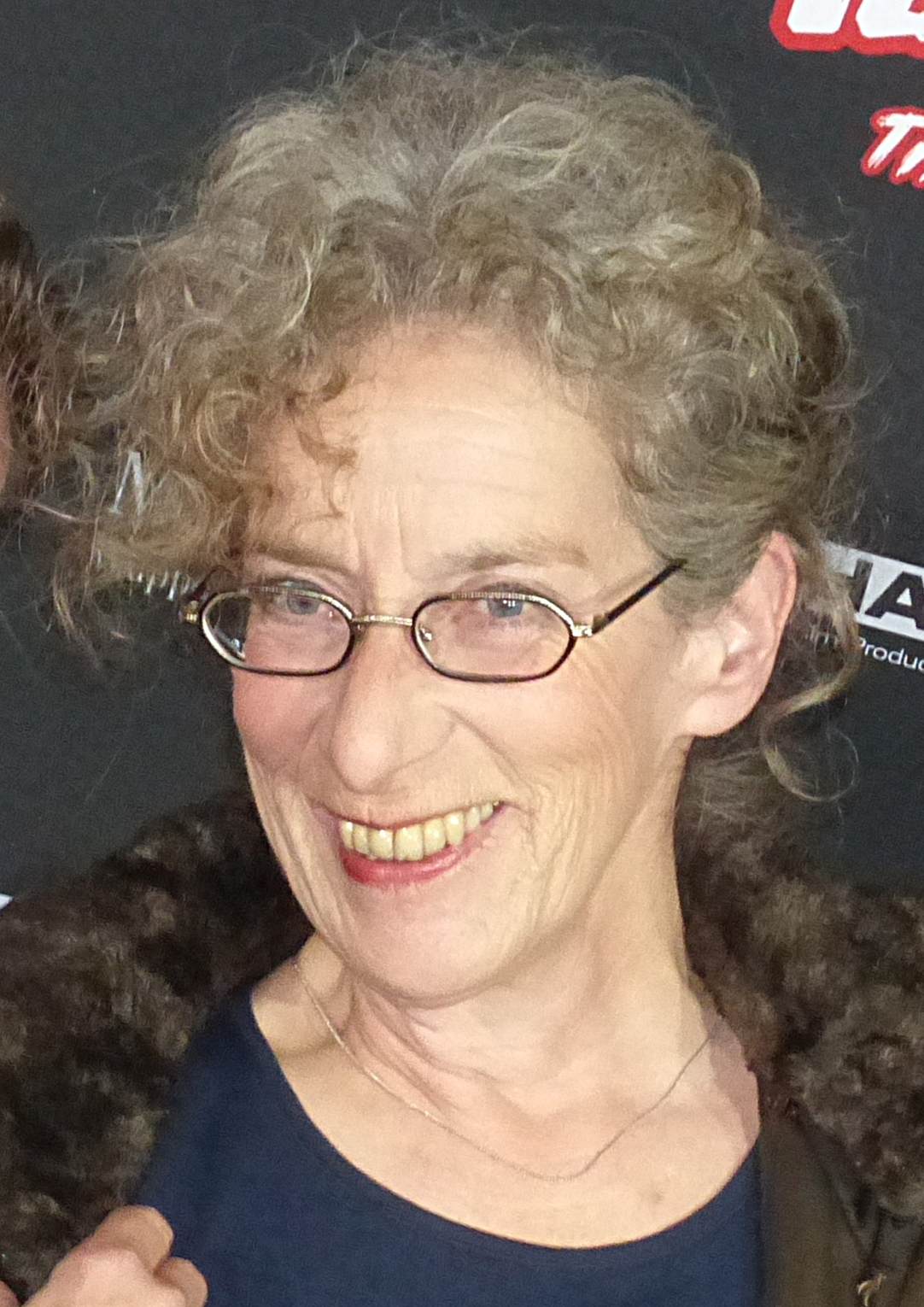
Gabriele Schulze (2013)

Gabriele Schulze (* 19. Februar 1950 in Berlin) ist eine deutsche Theater- und Filmschauspielerin.

## Leben
Gabriele Schulze wurde von 1980 bis 1985 zur Schauspielerin in Düsseldorf und Bochum ausgebildet. In dieser Zeit wurde sie als Theaterdarstellerin tätig, spielte am Theater Oberhausen, dem Westdeutschen Tourneetheater Remscheid und dem Westfälischen Landestheater. Ab Mitte der 1990er Jahre kamen allmählich Nebenrollen in Film und Fernsehen hinzu und wurden ab 2000 zu ihrer Hauptbeschäftigung. Sie wirkte in zahlreichen Fernsehfilmen und Serien mit.

## Filmografie (Auswahl)
- 1997: Ballermann 6
- 1999: Aimée & Jaguar
- 2000: Liebestod
- 2004: Tatort: Herzversagen
- 2007: Meine böse Freundin
- 2007: Teufelsbraten
- 2008: Bloch: Die blaue Stunde
- 2008: Wilsberg: Das Jubiläum
- 2009: Marie Brand und die Nacht der Vergeltung
- 2010: Lutter: Rote Erde
- 2011: Ein Tick anders
- 2013: Westen
- 2013: Mordshunger – Verbrechen und andere Delikatessen (Miniserie, eine Folge)
- 2013: King Ping – Tippen Tappen Tödchen
- 2016: Marie Brand und die Spur der Angst
- 2017: Dieter Not Unhappy
- 2017: Ein Schnupfen hätte auch gereicht
- 2018: Gladbeck
- 2019: Wilsberg: Ins Gesicht geschrieben
- 2019: Totgeschwiegen
- 2021: Der Zürich-Krimi: Borchert und der eisige Tod
- 2021: Tilo Neumann und das Universum (Fernsehserie)
- 2023: SOKO Stuttgart (Fernsehserie, Folge Bis zum Schluss)
- 2025: Tatort: Restschuld
- 2025: Tatort: Abstellgleis